# Pierre Brusson
Pour les articles homonymes, voir Brusson.
Pierre Brusson (Cormatin, 31 décembre 1919 - Mâcon, 22 mars 2005), est un militaire français, Compagnon de la Libération. Engagé volontaire des troupes de marine, il se rallie à la France libre en 1940 et participe aux combats en Afrique du nord, au Moyen-Orient et en Italie avant de prendre part à la libération de la France.

## Biographie

### Jeunesse et engagement
Fils d'un clerc de notaire, Pierre Brusson naît le 31 décembre 1919 à Cormatin en Saône-et-Loire. Après avoir commencé à travailler comme charcutier-traiteur, il s'engage dans les troupes coloniales au moment du déclenchement de la Seconde Guerre mondiale en septembre 1939. Il est affecté au 24e régiment d'infanterie coloniale (24e RIC) à Perpignan.

### Seconde Guerre mondiale
Pierre Brusson et sa compagnie sont envoyés au Levant en mars 1940 et y apprennent trois mois plus tard l'armistice du 22 juin 1940. Refusant la défaite, il s'enfuit du Liban pour rejoindre son chef, le capitaine Raphaël Folliot, et ses 130 camarades de la compagnie, qui sont passés en Palestine afin de continuer la lutte aux côtés des troupes britanniques. Renforcés par le 3e bataillon du 24e RIC rallié à Chypre, les hommes forment le 1er bataillon d'infanterie de marine. Au sein de celui-ci, Pierre Brusson participe aux premiers combats de la guerre du désert en Libye puis à la campagne de Syrie en juin 1941.
Promu caporal, il retourne ensuite en Libye où, du 27 mai au 11 juin 1942, il est engagé dans la bataille de Bir Hakeim. Ayant subi de lourdes pertes dans cette bataille, le 1er BIM fusionne ensuite avec le bataillon du Pacifique pour former le bataillon d'infanterie de marine et du Pacifique (BIMP). Passé caporal-chef dans cette nouvelle unité, Pierre Brusson continue de combattre en Libye puis prend part à la campagne de Tunisie de février à mai 1943. Il est ensuite détaché pendant un mois à Alger à la villa des Glycines où s'est installé le général de Gaulle et le comité français de libération nationale. De retour au BIMP, il participe à la campagne d'Italie à partir d'avril 1944 puis au débarquement de Provence en août suivant. Partant de Cavalaire, il prend part à la libération de Toulon puis suit la progression de la 1re division française libre et de l'armée B à travers la vallée du Rhône jusqu'aux Vosges. Promu sergent, il est blessé par des éclats de mortier au cours de la bataille des Vosges en septembre 1944. Hospitalisé pendant de longs mois, il quitte l'armée à l'issue de sa convalescence en juillet 1946.

### Après-guerre
De retour dans la vie civile, il s'installe à Lyon de 1946 à 1957 et travaille comme comptable dans une soierie. Il est ensuite engagé chez Pechiney avec qui il travaille au Cameroun de 1957 à 1962 puis à Saint-Jean-de-Maurienne comme surveillant de fabrication d'aluminium à partir de 1962. Il prend sa retraite en 1980.
Pierre Brusson meurt le 22 mars 2005 à Mâcon et est inhumé dans son village natal.

## Décorations
|  |  |  |  |  |  |
|  |  |  |  |  |  |
|  |  |  |  |  |  |

| Chevalier de la Légion d'honneur | Chevalier de la Légion d'honneur | Compagnon de la Libération                                    | Compagnon de la Libération                                         | Médaille militaire                                                 | Médaille militaire                                                 |
| Croix de guerre 1939-1945        | Croix de guerre 1939-1945        | Croix du combattant volontaire Avec agrafe "Guerre 1939-1945" | Croix du combattant volontaire Avec agrafe "Guerre 1939-1945"      | Croix du combattant volontaire de la Résistance                    | Croix du combattant volontaire de la Résistance                    |
| Croix du combattant              | Croix du combattant              | Croix du combattant                                           | Médaille coloniale Avec agrafes "Libye", "Bir Hakeim" et "Tunisie" | Médaille coloniale Avec agrafes "Libye", "Bir Hakeim" et "Tunisie" | Médaille coloniale Avec agrafes "Libye", "Bir Hakeim" et "Tunisie" |

## Hommages
Pierre Brusson figure sur le mémorial commémoratif des douze compagnons de la Libération originaires de Saône-et-Loire inauguré le 16 octobre 2021 à Buxy.